# Spanish Point (Irland)
Spanish Point (Irland), (irländska: Rinn na Spáinneach), är en ort i Milltown Malbay i County Clare på Irlands västkust. Där finns många fritidshus. På vintern är befolkningen betydligt mindre. Spanish Point är en av de mer kända surfstränderna i County Clare. Namnet syftar på vraket av några skepp från Spanska armadan utanför kusten.

## Historia
Vid kusten, 2,5 km från Milltown Malbay, fick platsen namnet Spanish Point efter de spanjorer som dog här 1588, då många fartyg från Spanska armadan förliste under stormigt väder. De som flydde från sina sjunkande skepp och kom i land avrättades senare av Sir Turlough O'Brien från Liscannor och Boethius Clancy, hög sheriff av Clare.
Det var inte känt av de engelska myndigheterna i Irland om spanjorerna seglade denna väg runt Irland för att deras fartyg upptäcktes och stormen hindrade dem från att segla tillbaka den snabba vägen eller om det var en del av en spansk plan att invadera Irland. Eftersom nyheten om den engelska segern inte hade nått William FitzWilliam, Irlands Lord Deputy, hade han utfärdat en allmänt order att alla spanjorer som hittades i Irland skulle avrättas med sina skepp och skatter beslagtagna.
De avrättade spanjorerna begravdes i en massgrav i ett område av Spanish Point lokalt känt som Tuama Na Spáinneach (spanjorernas grav). Trots detta fanns det inga arkeologiska bevis för påståendet förrän 2015, när en grupp historiker som undersökte platsen för vraket av San Marcos uppgav att de hade hittat en massgrav vid Spanish Point som innehöll kropparna av de avrättade spanska sjömännen. Trots detta fanns det inga arkeologiska bevis för påståendet förrän 2015 när en grupp historiker som undersökte platsen för vraket av San Marcos uppgav att de hade hittat en massgrav under Spanish Point som innehöll kropparna av de avrättade spanska sjömännen.

## Hotell
I Spanish Point fanns Atlantic Hotel, som byggdes 1810 och marknadsfördes som det största hotellet på de brittiska öarna. Hotellet stängde 1930, eftersom det hade förlitat sig på att medlemmar ur den brittiska adeln hade besökt hotellet, men sedan hade slutat att komma. Detta var ett resultat av det irländska frihetskriget och den efterföljande etableringen av Irländska fristaten, som avskräckte de rika från att resa till Spanish Point.

## Sport
Spanish Point har en niohåls golfbana. Den är, med sina över 110 år, en av de äldsta golfbanorna på Irland.